# (227065) Romandia
(227065) Romandia est un astéroïde de la ceinture principale et plus spécifiquement du groupe de Hilda.

## Description
(227065) Romandia est un astéroïde du groupe de Hilda. Il présente une orbite caractérisée par un demi-grand axe de 3,96 UA, une excentricité de 0,10 et une inclinaison de 4,3° par rapport à l'écliptique.

## Compléments